# Lo strano settembre 1950
Lo strano settembre 1950 è un romanzo breve satirico fantapolitico umoristico del 1950 dei giornalisti Donato Martucci e Uguccione Ranieri, con la collaborazione non ufficiale dell'editore Leo Longanesi.
Nel romanzo appaiono numerosi personaggi storici della politica italiana dell'epoca di tutto l'arco parlamentare.
Il romanzo fu bollato da Palmiro Togliatti - anch'egli presente nella storia - come "anticomunismo idiota" su l'Unità del 16 gennaio 1949. Segue il pamphlet di grande successo Non votò la famiglia de Paolis (1948) degli stessi autori, diffuso in centinaia di migliaia di copie come propaganda elettorale e pubblicato su un noto settimanale della Rizzoli.
Fu tradotto anche all'estero ed ebbe particolare successo nei Paesi di lingua anglosassone.
Viene fatto rientrare nelle opere della fantascienza italiana del primo dopoguerra.

## Trama
Il leader dell'Unione Sovietica Stalin si reca a Roma in incognito, in occasione del Giubileo del 1950, per cercare di capire il perché del successo del Vaticano e della chiesa cattolica nel mondo.
Giunge infine a decidere di farsi confessare dal papa, che aveva appena incontrato.
Una serie di equivoci e di scambi di persona rendono la questione estremamente delicata dal punto di vista politico.

## Edizioni
- Donato Martucci e Uguccione Ranieri, Lo strano settembre 1950, Il Mondo Nuovo 29, Longanesi & C., 1950.
- Donato Martucci e Uguccione Ranieri, Lo strano settembre 1950, Il Salotto di Clio 29, Le Lettere, 2011, ISBN 8860871484.